# メラニー・ジョリー
メラニー・ジョリー（フランス語: Mélanie Joly、1979年1月16日 - ）は、カナダの弁護士、政治家。現在、同国産業大臣、カナダ登記官総長、ケベック地域カナダ経済開発庁担当大臣、下院議員（4期）。自由党所属。
外務・国際開発大臣、経済開発・公用語大臣、オンタリオ州北部連邦経済開発イニシアチブ担当大臣、観光・公用語・フランス語圏大臣、カナダ遺産大臣を歴任した。

## 来歴
1979年1月16日にモントリオールで生まれた。モントリオール大学で法学の学士を取得後、奨学金を得て勉強を続け、ブレーズノーズカレッジで比較法と公法の修士号を得て卒業した。
卒業後は、モントリオールにある2つの法律事務所で、主に民事訴訟、商事訴訟、破産法の分野で働いていた。
2013年モントリオール市長選挙では政党を設立して立候補するが、得票率26.5%で落選した。
2015年カナダ総選挙ではアウンシク・カルティエヴィル選挙区から出馬し初当選した。当選後、ジャスティン・トルドー首相からカナダ遺産大臣に任命される。その後、観光・公用語・フランコフォニー担当大臣、経済開発・公用語担当大臣、オンタリオ州北部連邦経済開発イニシアチブ担当大臣などの公職を歴任した。

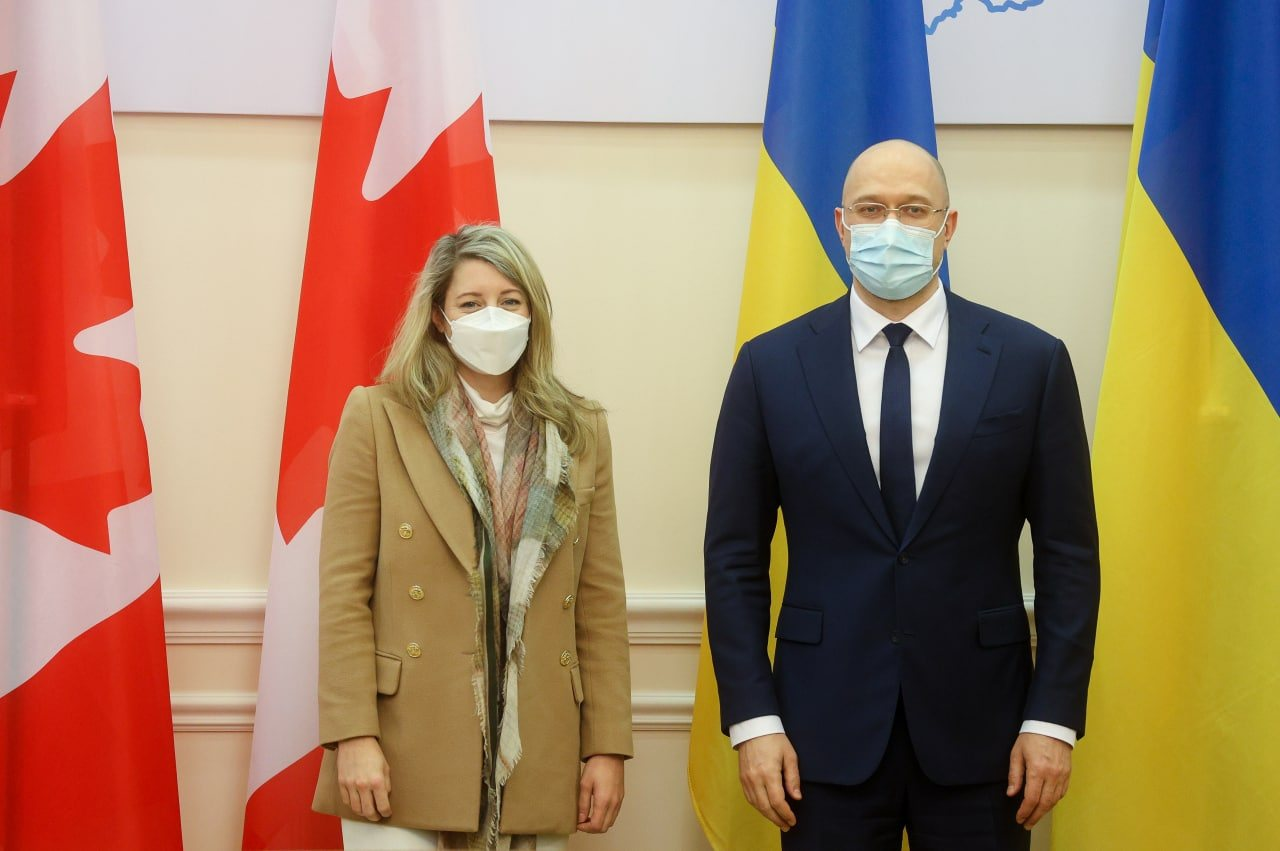
ジョリーとウクライナのデニス・シュミハリ首相

2021年10月26日に外務大臣に就任した。2022年1月にはロシア国境で緊張が高まる中、ウクライナを訪問した。5月にはロシアのウクライナ侵攻の中で再び訪問し、閉鎖中のカナダ大使館の再開のためにキーウを訪問した。
2023年パレスチナ・イスラエル戦争では停戦の要求を拒否したものの、人道的一時停戦への支持を表明した。
2025年カナダ自由党党首選挙では有力候補と目されていたが出馬せず、マーク・カーニーを支持した。カーニーの首相就任に伴い発足したカナダ第30内閣で外務大臣に再任。4月の総選挙を経て5月13日に発足した改造内閣では、それまでのイノベーション・科学・産業大臣の役割を分割して新設された産業大臣に横滑り就任した。